# Sordos (álbum)
Sordos es el tercer álbum en estudio de la discografía de la banda de Rock Vanguardia Fake Prophet. Cuenta con 11 canciones, y fue publicado el 5 de mayo de 2014, de forma independiente. Salió elegido dentro de los mejores álbumes del año 2014. Compartiendo posición junto a Jack White, Beck, Anathema, entre otros.
Sordos fue grabado en Estudios El Profeta bajo el mando de Sebastián Pinilla como ingeniero en sonido.
El arte gráfico, montaje y fotografía estuvo a cargo de Pablo Navarro y del bajista de la banda, Hallerjack La instantánea de la portada fue tomada minutos después que la banda diera una entrevista en un programa llamado El Sillón Rojo Del Rock, producido por Fanum Rockstore y Redrum Producciones. La toma está cargada de mensajes alusivos al condicionamiento de las masas, donde un grupo de personas (la banda y el equipo del programa) celebra una reunión con los rostros cubiertos por cintas plásticas color negro, bajo el dominio de un ojo de grandes proporciones (Arquetipo del poder) ubicado en la pared posterior a ellos.

## Lista de canciones
Todas las letras escritas por José Albornoz y Álvaro Pesce, toda la música compuesta por Fake Prophet. 
| N.º   | Título                        | Letras          | Duración |  |
| 1.    | «Inestable»                   |                 | 2:45     |  |
| 2.    | «Índico»                      |                 | 6:13     |  |
| 3.    | «Eres Una Copia Exacta De Mí» |                 | 4:04     |  |
| 4.    | «Ashik»                       |                 | 2:54     |  |
| 5.    | «Es Mi Sangre»                |                 | 4:53     |  |
| 6.    | «Creas Mi Necesidad»          |                 | 5:13     |  |
| 7.    | «Somos»                       |                 | 6:45     |  |
| 8.    | «Sativo»                      |                 | 2:26     |  |
| 9.    | «Nihilista»                   | Claudio Morales | 5:08     |  |
| 10.   | «Londres 38»                  |                 | 10:07    |  |
| 11.   | «Esperpento»                  |                 | 8:40     |  |
| 59:02 |                               |                 |          |  |